# キリフィ (カウンティ)
キリフィ（スワヒリ語: Wilaya ya Kilifi、英語: Kilifi County）はケニア南東部の旧海岸州東部のカウンティ。
2010年にキリフィ県とマリンディ県を合わせて新設された。
県都はキリフィで、最大都市はマリンディ。
2009年の人口は110万9735人。
面積は12,245.9km2で、人口密度は90.6人/km。

## 人口
- 1979年8月24日：43万986人
- 1989年8月24日：59万1903人
- 1999年8月24日：82万5855人
- 2009年8月24日：110万9735人[2]

## 地理

### 隣接カウンティ
- 北西～北：タナ川
- 北東～東：インド洋
- 南東：モンバサ
- 南：クワレ
- 南西～西：タイタ＝タヴェタ

### 観光地

#### 海岸
- キカンバラ（英語版）
- キリフィ
- マリンディ
- ワタム（英語版）

#### その他
- ムナラニ遺跡（英語版）[3]

### 主要都市(2009年の人口)
- マリンディ：8万4150人(最大都市)
- ムトワッパ：4万8625人
- キリフィ：4万4257人(中心都市)
- マリアカニ（英語版）：2万4055人

## 経済
観光と漁業が中心である。

### 主要企業
- マバティ圧延
- アシ川セメント工場

## 写真

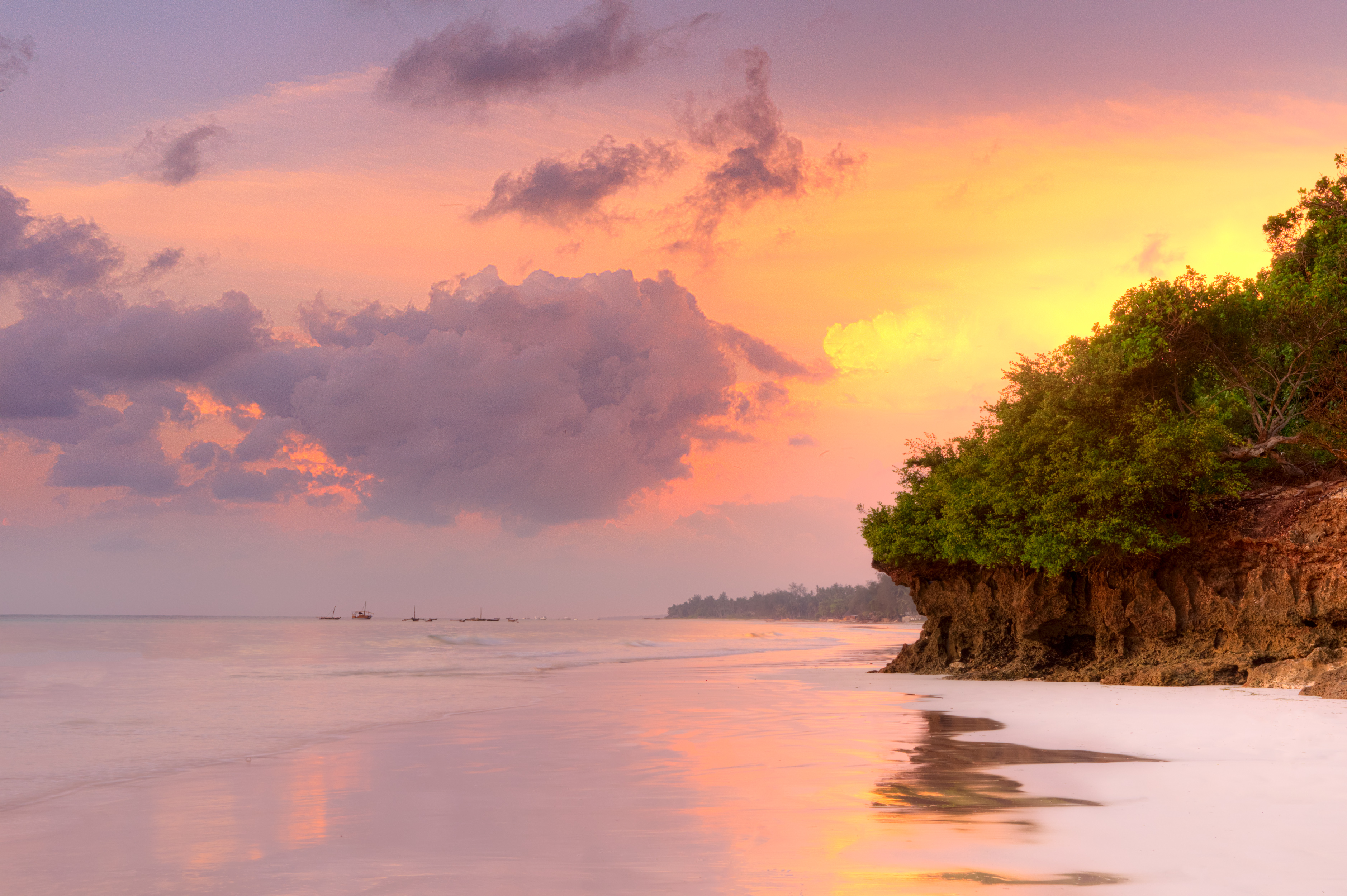
ディアニ海岸の夜明け
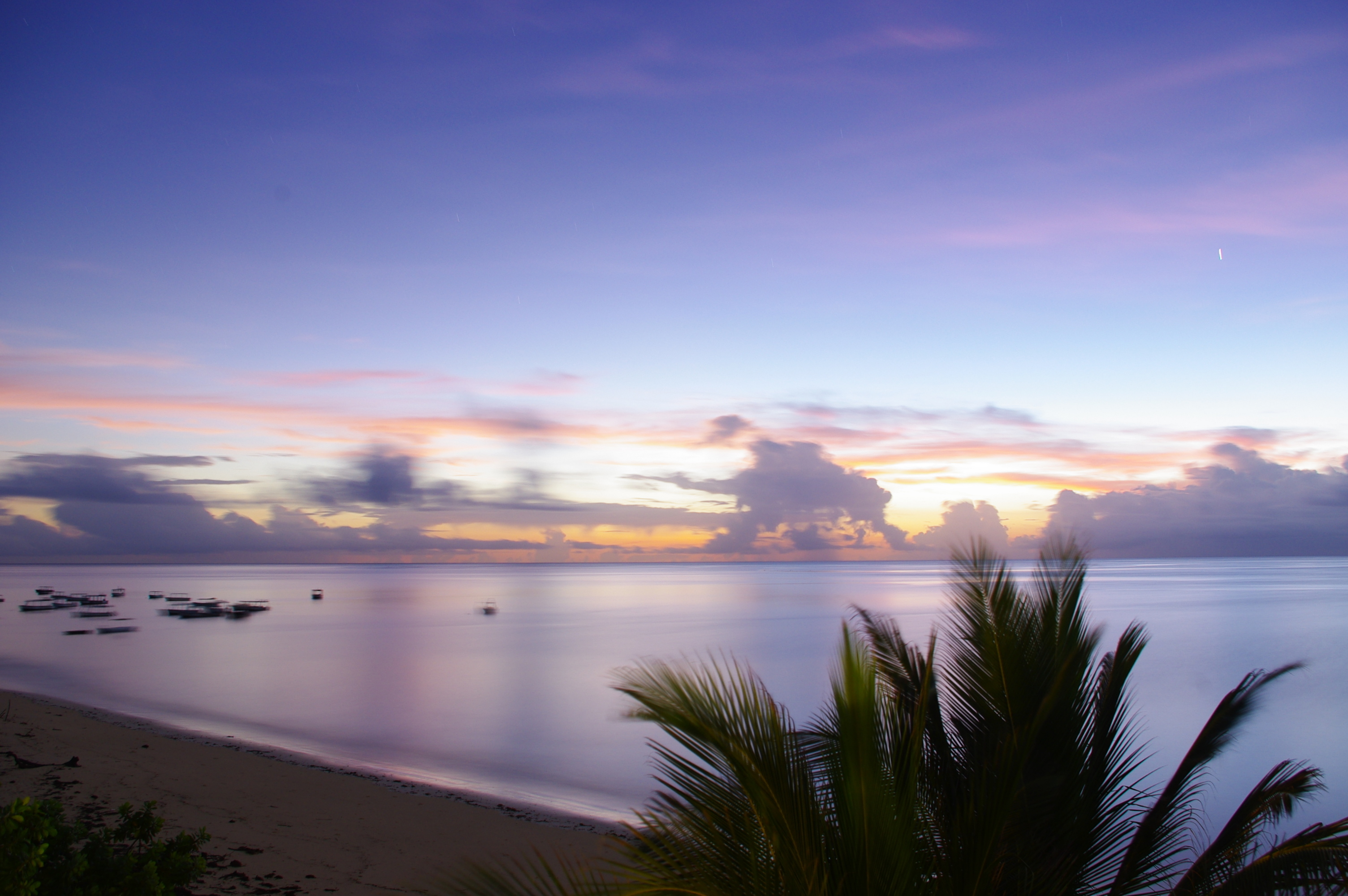
マランディでインド洋に昇る朝日